# Dicoelospermum
Dicoelospermum es un género con una especie de plantas con flores perteneciente a la familia Cucurbitaceae. 
Está considerado un sinónimo del género Cucumis.

## Especies seleccionadas
| - Dicoelospermum ritchiei C.B.Clarke |